# Ignacio Flores (Fußballspieler, 1990)
Ignacio Flores, vollständiger Name Ignacio Flores Ferrando, (* 31. Juli 1990 in Montevideo) ist ein uruguayischer Fußballspieler.

## Karriere
Der 1,82 Meter große Offensivakteur Flores stand seit der Saison 2008/09 in Reihen der Reserve (Formativas) des uruguayischen Erstligisten River Plate Montevideo. Während der Saison 2010/11 war er an den seinerzeitigen Zweitligisten Club Atlético Rentistas verliehen und schoss bei den Montevideanern neun Tore bei 14 Zweitligaeinsätzen. Er gehörte in der Saison 2011/12 der Zweiten Mannschaft des RCD Mallorca an. Beim Klub von der Baleareninsel kam er 16-mal in der Segunda División B zum Einsatz und erzielte drei Treffer. Anfang Juli 2012 wechselte er wieder nach Montevideo zu River Plate Montevideo. In der Spielzeit 2012/13 lief er dort viermal (kein Tor) in der Primera División auf. Weitere Erstligaeinsätze für den Klub folgten nicht. Im März 2014 wurde er an den Zweitligisten Club Atlético Torque ausgeliehen und bestritt in der Clausura 2014 sieben Zweitligaspiele ohne persönlichen Torerfolg. Anschließend kehrte er zunächst zu River Plate Montevideo zurück und wechselte schließlich Anfang September 2014 innerhalb der uruguayischen Hauptstadt zum Canadian Soccer Club. In der Saison 2014/15 kam er dort 24-mal in der Segunda División zum Einsatz und schoss sieben Tore. Seit August 2015 spielt er für Deportivo Petapa aus Guatemala. In der Spielzeit 2015/16 wurde er 27-mal in der Liga Nacional eingesetzt und traf dabei achtmal ins gegnerische Tor. Anfang Juli 2016 wechselte er zu CD Águila. Beim Klub aus El Salvador lief er bislang (Stand: 1. Oktober 2016) sechsmal in der Liga auf und schoss ein Tor.